# Are You Gonna Go My Way
Are You Gonna Go My Way je třetí studiové album amerického hudebníka Lennyho Kravitze. Vydáno bylo 9. března 1993 společností Virgin Records a jeho producentem byl sám Kravitz. Deska se umístila v první dvacítce hitparády Billboard 200, což byl do té doby největší Kravitzův úspěch. Titulní píseň, která rovněž vyšla jako hlavní singl z alba, byla neúspěšně ve dvou kategoriích nominována na cenu Grammy.

## Seznam skladeb
1. Are You Gonna Go My Way – 3:31
2. Believe – 4:50
3. Come on and Love Me – 3:52
4. Heaven Help – 3:10
5. Just Be a Woman – 3:50
6. Is There Any Love in Your Heart – 3:39
7. Black Girl – 3:42
8. My Love – 3:50
9. Sugar – 4:00
10. Sister – 7:02
11. Eleutheria – 4:48

## Obsazení
- Lenny Kravitz – zpěv, kytara, mellotron, baskytara, bicí, chimes
- Craig Ross – kytara
- Henry Hirsch – klavír, varhany, syntezátor, baskytara
- Tony Breit – baskytara
- Dave Domanich – bicí
- Michael Hunter – francouzský roh, křídlovka
- Robert Lawrence – housle
- Liuh-Wen Ting – viola
- Michael „Ibo“ Cooper – klávesy